# Manx (Volk)

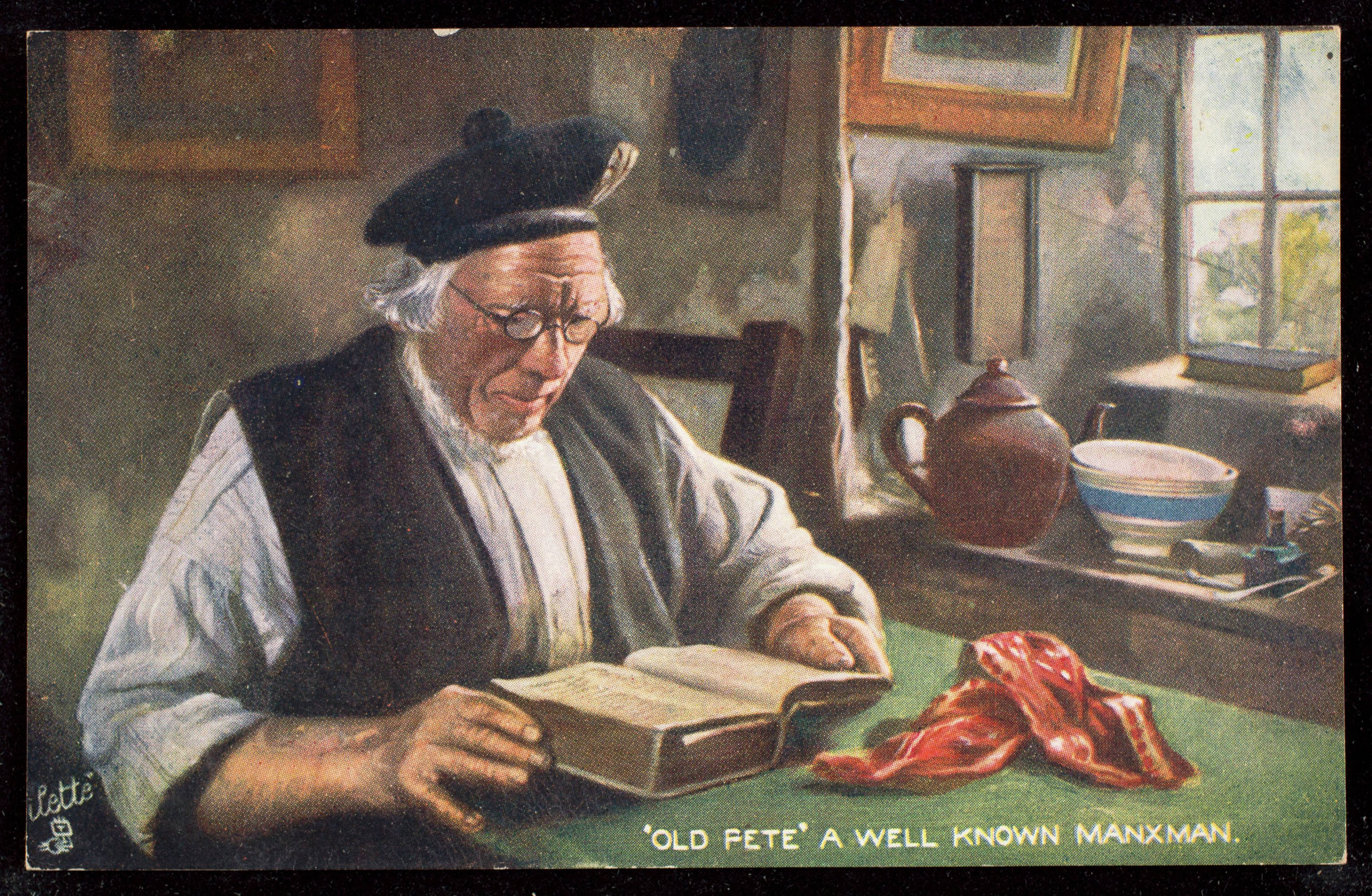
„Old Pete“ a Well Known Manxman. Postkarte der Serie Types in Manxland (ca. 1903)

Die Manx sind die keltischen Bewohner der Isle of Man, eines autonomen Kronbesitzes in der Irischen See, die der britischen Krone untersteht. Die Manx sind ein Volksstamm mit eigener Kultur und Sprache.

## Sprache
Die Sprache der Manx, das Manx-Gälisch, zählt zu der keltischen Sprachgruppe der indogermanischen Sprachfamilie. Sie ist jedoch im 20. Jahrhundert praktisch ausgestorben. Manx hatte im Jahr 1950 noch zehn Sprecher. Es wird jedoch mit gewissem Erfolg in den letzten Jahren wiederbelebt.